# Scalmicauda
Scalmicauda är ett släkte av fjärilar. Scalmicauda ingår i familjen tandspinnare.

## Dottertaxa tillScalmicauda, i alfabetisk ordning[1]
- Scalmicauda acamas
- Scalmicauda actor
- Scalmicauda adusta
- Scalmicauda afra
- Scalmicauda agasthenes
- Scalmicauda albobrunnea
- Scalmicauda alboterminalis
- Scalmicauda albunea
- Scalmicauda aliena
- Scalmicauda amphion
- Scalmicauda ancaeus
- Scalmicauda andraemon
- Scalmicauda antiphus
- Scalmicauda argenteomaculata
- Scalmicauda astyoche
- Scalmicauda auribasis
- Scalmicauda azebae
- Scalmicauda benga
- Scalmicauda bernardi
- Scalmicauda biarculinea
- Scalmicauda bicolorata
- Scalmicauda brevipennis
- Scalmicauda chalcedona
- Scalmicauda confusa
- Scalmicauda corinna
- Scalmicauda corona
- Scalmicauda costalis
- Scalmicauda curvilinea
- Scalmicauda decorata
- Scalmicauda ectoleuca
- Scalmicauda ectomelinos
- Scalmicauda epistrophus
- Scalmicauda eriphyle
- Scalmicauda eumela
- Scalmicauda evadne
- Scalmicauda fuscinota
- Scalmicauda geometrica
- Scalmicauda griseomaculata
- Scalmicauda hosemanni
- Scalmicauda ignicolor
- Scalmicauda lineata
- Scalmicauda longa
- Scalmicauda lycaon
- Scalmicauda macrosema
- Scalmicauda melasema
- Scalmicauda molesta
- Scalmicauda molestula
- Scalmicauda myrine
- Scalmicauda niveiplaga
- Scalmicauda obliterata
- Scalmicauda obscurior
- Scalmicauda oileus
- Scalmicauda o'neili
- Scalmicauda oreas
- Scalmicauda orthogramma
- Scalmicauda ovalis
- Scalmicauda pandarus
- Scalmicauda paucinotata
- Scalmicauda phorcys
- Scalmicauda podarce
- Scalmicauda pylaemenes
- Scalmicauda rectilinea
- Scalmicauda remmia
- Scalmicauda rubrolineata
- Scalmicauda septentrionalis
- Scalmicauda subfusca
- Scalmicauda talaeon
- Scalmicauda terminalis
- Scalmicauda tessmanni
- Scalmicauda thessala
- Scalmicauda triangulum
- Scalmicauda tricolor
- Scalmicauda uniarcuata
- Scalmicauda uniarculinea
- Scalmicauda venustissima
- Scalmicauda vinacea
- Scalmicauda vulpinaria
- Scalmicauda xanthogyna